# Собор Рождества Христова (Алма-Ата)
Собор в честь Рождества Христова (каз. Мәсіхтің туған күнінің құрметіне собор) — собор Астанайской и Алма-Атинской епархии в городе Алма-Ата.

## История
В 1993 году в посёлке Акбулак был открыт храм-часовня в честь Рождества Христова. В тот же год начался сбор средств для строительства нового большого храма.
В 1995 году Патриарх Московский и Всея Руси Алексий II принял участие в закладке камня в фундамент нового храма.
29 июня 1999 года на храм был водружён купол. Вес купола составил 15 тонн.
В сентябре 1999 года при храме открывается Воскресная школа.
7 января 2000 года совершена первая Божественная литургия в верхнем храме Собора.
В 2014 году на территории прихода был пожар в гостевом домике.
В январе 2015 года состоялось освещение новых колоколов. Они будут помещены на временную звонницу собора в дополнение к уже имеющимся. Наиболее тяжелый из колоколов — «Благовестник» (весом 1 700 килограмм) является на сегодняшний день самым большим колоколом в городе, а общий вес всех семи колоколов составляет 3,5 тонны. При этом ведётся разработка проекта для строительства звонницы.